# Норт-Страдброк
Норт-Страдброк (англ. North Stradbroke Island) — остров у юго-восточного побережья Квинсленда, Австралия. Второй по величине песчаный остров в мире после Фрейзера.

## География
Норт-Страдброк является одним из островов, отделяющих залив Моретон от Кораллового моря. Он имеет длину около 38 километров и ширину 11 километров. Площадь Северного Страдброка составляет 275.2 км2, что делает его вторым по величине песчаным островом мира. Высшая точка острова — 279 метров над уровнем моря. Климат Северного Страдброка субтропический с теплым влажным летом и мягкой зимой. Среднегодовое количество осадков составляет 1587 мм. На острове находится более 100 пресноводных озёр.

## Население
Население острова в 2011 году составило 2026 человек. Плотность населения — 7.36 чел/км2. На острове находятся города Данвич, Пойнт-Лукаут и Амити . Основа экономики — туризм и добыча полезных ископаемых.

## Туризм
Норт-Страдброк предлагает туристам множество возможностей. На острове хорошо развита туристическая инфраструктура. Песчаные пляжи предлагают туристам уединённый отдых. Также сюда приезжают любители водных видов спорта. Вдоль северо-восточного побережья есть несколько смотровых площадок, с которых можно наблюдать за проходящими мимо китами.

## Галерея

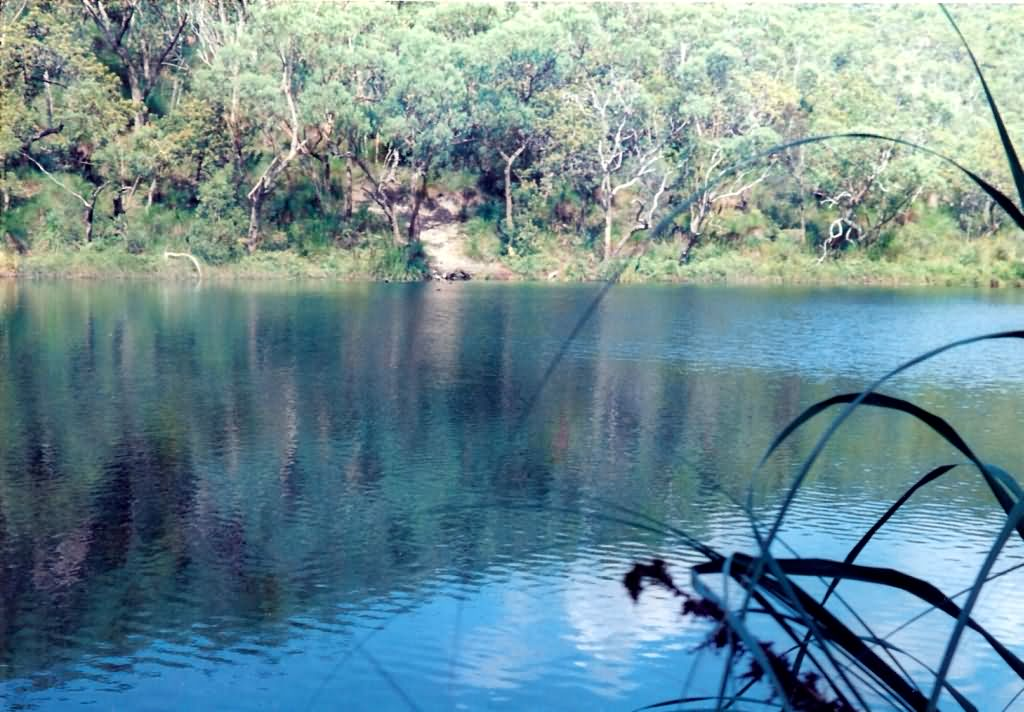
Голубое озеро
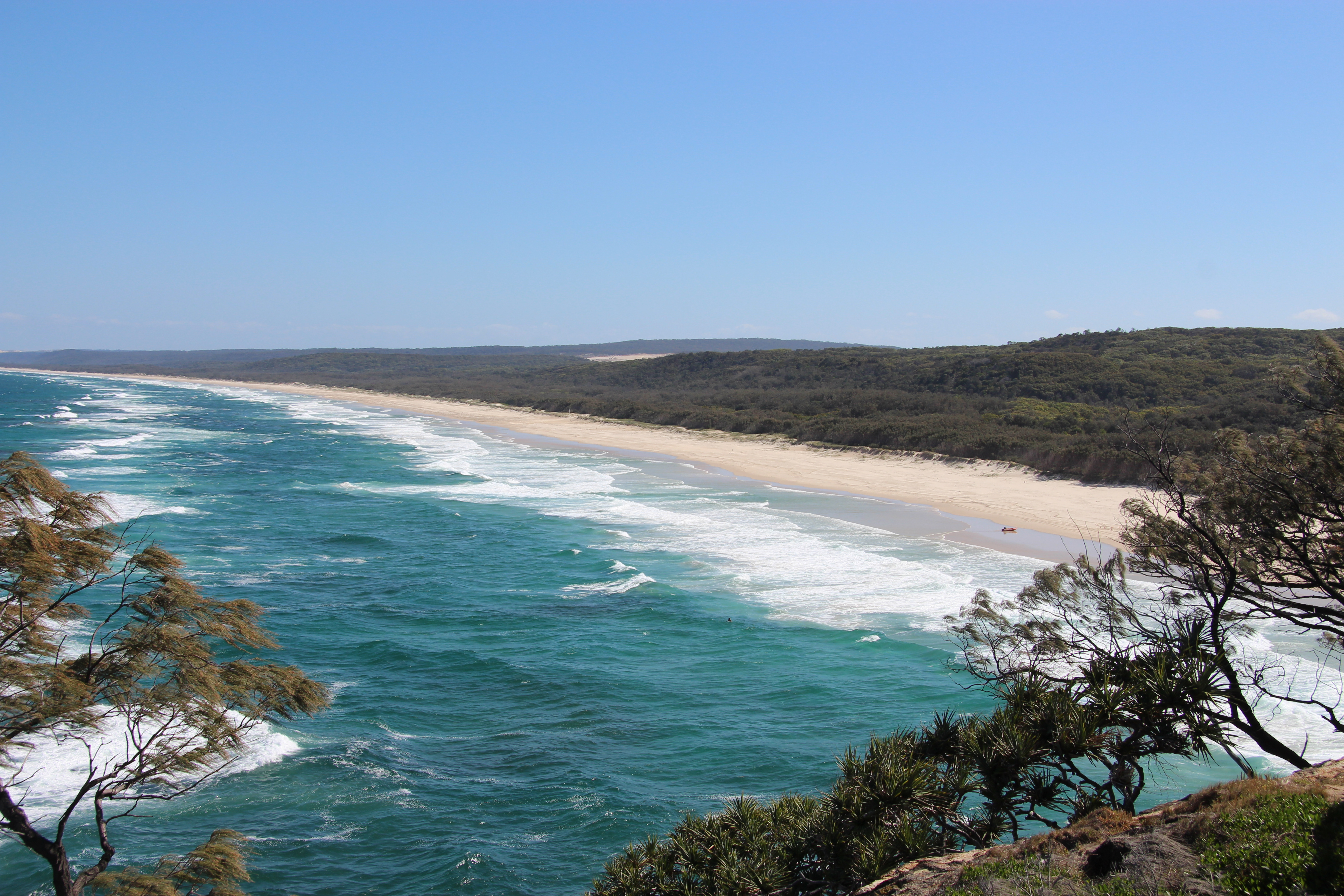
Один из пляжей на острове
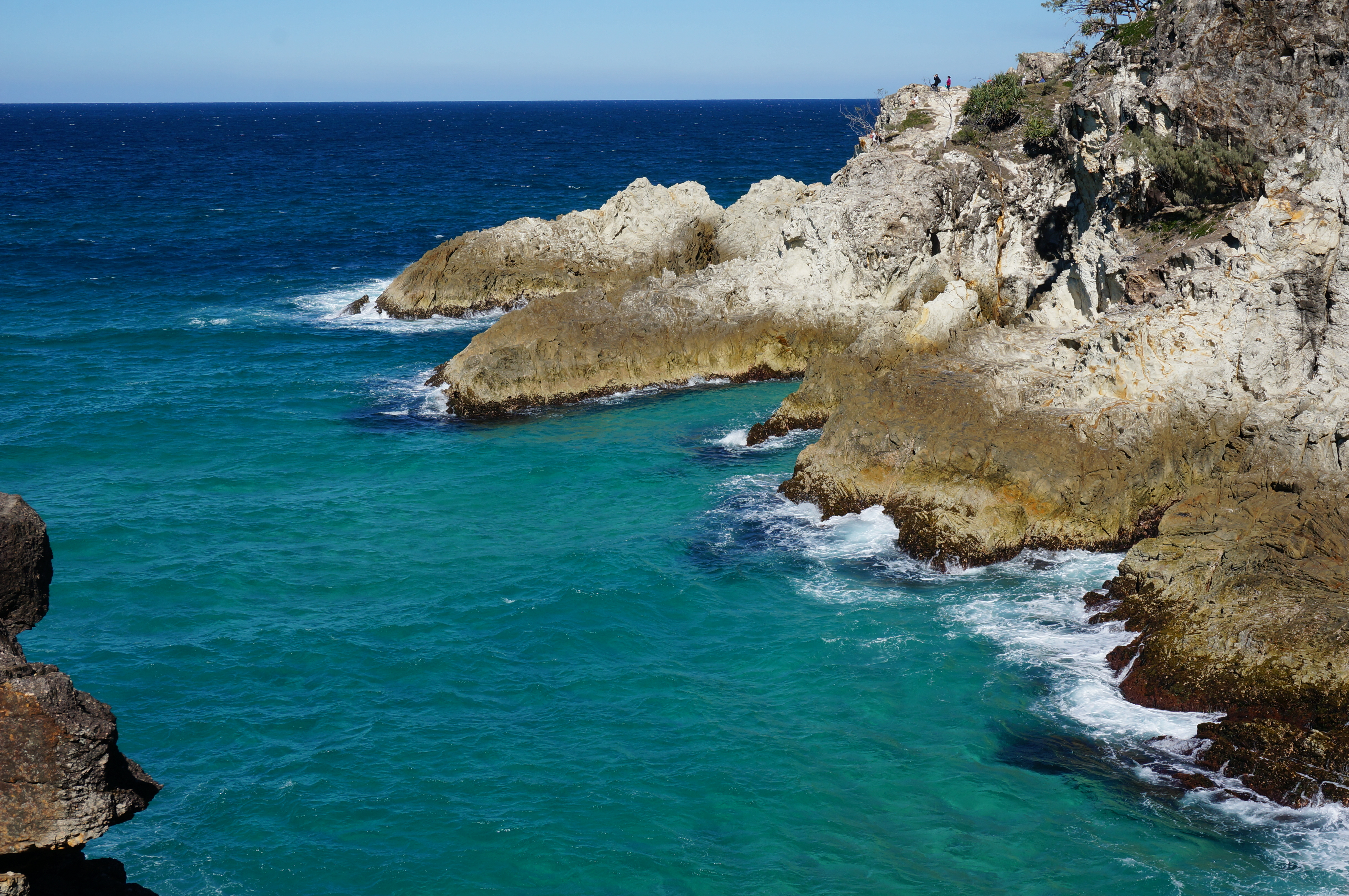
Скалистое побережье Северного Страдброка